# Говеда (род)
Говедата (Bos) са род едри бозайници (Mammalia) от разред Чифтокопитни (Artiodactyla).

## Физически характеристики
Теглото им варира между половин и един тон, имат най-често изразен полов диморфизъм, като мъжките са по-едри и по-силни.

## Разпространение
В диво състояние се срещат в Азия и Африка.

## Начин на живот и хранене
Тревопасни бозайници, живеят обикновено на стада.

## Размножаване
Повечето видове са полигамни.

## Допълнителни сведения
Отглеждани са като домашни животни, заради млякото и месото. Също така и като работни животни, за оран, превоз и др.

## Списък на видовете
- род Bos -- Говеда
  - Bos taurus -- Домашно говедо
  - Bos frontalis -- Гаур
  - Bos grunniens -- Як
  - Bos javanicus -- Бантенг
  - Bos sauveli -- Купрей
  - Bos primigenius -- Тур, изчезнал вид